# Loose (B'z)
Loose è l'ottavo album in studio del gruppo rock giapponese B'z, pubblicato nel 1995.

## Tracce
1. Spirit Loose - 1:04
2. Za Ruuzu (The Loose) (ザ・ルーズ) - 3:32
3. Negai ("BUZZ!!" STYLE) (ねがい("BUZZ!!" STYLE)) - 5:01
4. Yumemigaoka (夢見が丘) - 4:40
5. Bad Communication (000-18) - 4:57
6. Kienai Niji (消えない虹) - 3:37
7. Love Me, I Love You (con G Bass) - 3:20
8. Love Phantom - 4:40
9. Teki ga Inakerya (敵がいなけりゃ) - 3:14
10. Suna no Hanabira (砂の花びら) - 3:41
11. Kirei na Ai jya Nakutemo (キレイな愛じゃなくても) - 4:04
12. Big - 2:53
13. Drive to My World - 4:09

## Formazione
- Koshi Inaba
- Takahiro Matsumoto